# Кашан (Долина Марне)
Кашан (фр. Cachan) насеље је и општина у Француској у региону Париски регион, у департману Долина Марне која припада префектури l'Haÿ-les-Roses.
По подацима из 2011. године у општини је живело 28.404 становника, а густина насељености је износила 10217,27 становника/km². Општина се простире на површини од 2,78 km². Налази се на средњој надморској висини од 43 метара (максималној 108 m, а минималној 43 m).

## Демографија
| 1962.  | 1968.  | 1975.  | 1982.  | 1990.  | 1999.  | 2011.  |
| ------ | ------ | ------ | ------ | ------ | ------ | ------ |
| 23.282 | 26.187 | 26 442 | 23 930 | 24.266 | 24.838 | 28.404 |

График промене броја становника у току последњих година